# 우발수
우발수(優渤水)는 주몽신화에서 등장하는 못이다.

## 개요
고구려의 시조 주몽의 어머니 유화부인이 허락없이 해모수(解慕漱)와 결혼다며 하백(河伯)에게 쫓겨나 이곳에서 살게 되었으며, 후에 금와왕이 유화를 발견해 그녀를 부여로 데려가게 된다.
《구삼국사》(舊三國史)에서는 우발수가 태백산 남쪽에 있다고 기술했으며, 《신증동국여지승람》(新增東國輿地勝覽)에서는 평안도 영변도호부에 있다고 하지만 정확한 위치는 미상이다.